# Natalie Cooková

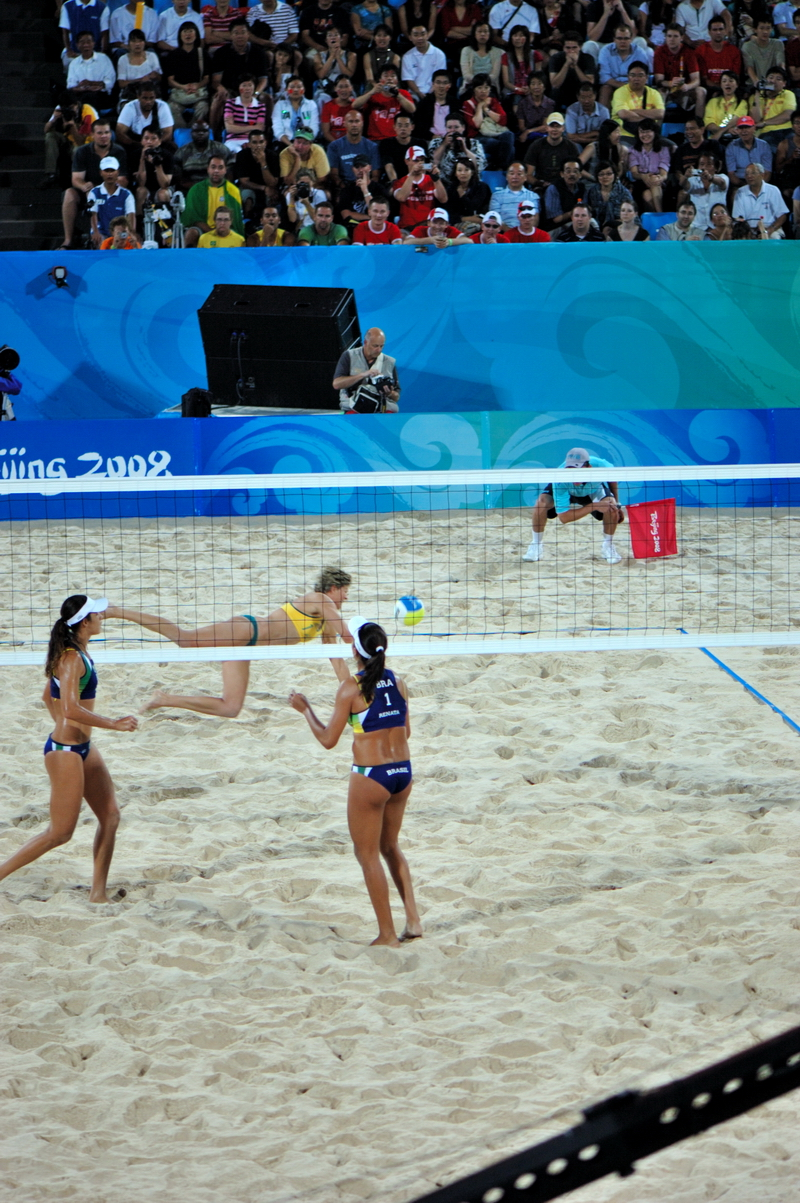
Natalie Cooková (ve žlutém) na Letních olympijských hrách 2008 ve čtvrtfinále proti brazilské dvojici.

Natalie Cook (* 19. ledna 1975) je australská sportovkyně, plážová volejbalistka, olympijská vítězka v plážovém volejbalu z Letních olympijských her 2000 v Sydney a bronzová olympijská medailistka z Letních olympijských her 1996 v Atlantě.
Jakožto jediná žena v historii plážového volejbalu ze zúčastnila všech prvních pěti olympijských turnajů v plážovém volejbalu v letech 1996, 2000, 2004, 2008 a 2012. V roce 2012 si na Letních olympijských hrách 2012 zahrála i proti české dvojici Markéta Sluková a Kristýna Kolocová, což byl prozatím její poslední zápas na olympijských hrách, který prohrála 2:1 na sety.